# Rekombinacja (fizyka)
Rekombinacja – w fizyce to połączenie się pary cząstek lub jonów o przeciwnych ładunkach elektrycznych, jest to proces odwrotny do jonizacji. Zjawisku rekombinacji jonu dodatniego i elektronu towarzyszy uwolnienie nadwyżki energii elektronu, zazwyczaj przez wypromieniowanie fotonu.
W półprzewodnikach zachodzą dwa mechanizmy rekombinacji par dziura-elektron:
- Rekombinacja bezpośrednia polega na przechodzeniu elektronów z pasma przewodnictwa na jeden z wolnych stanów w paśmie walencyjnym, wskutek czego znika elektron z pasma przewodnictwa i dziura z pasma walencyjnego. Uwolniona w tym procesie energia jest emitowana w postaci fotonu (rekombinacja promienista) albo przekazywana innemu nośnikowi (efekt Augera) w trakcie rekombinacji niepromienistej.

- Rekombinacja pośrednia jest to proces, w którym przejście elektronu z pasma przewodnictwa do pasma walencyjnego odbywa się w dwóch etapach, elektron przechodzi przez stany kwantowe w przerwie energetycznej wynikające z defektów sieci krystalicznej, nazywanych pułapkami. Zjawisko rekombinacji pośredniej zostało opisane przez W. Shockleya, W.T. Reada oraz R.N. Halla, i nosi nazwę rekombinacji SRH (Shockley-Read-Hall).

Przy dużych koncentracjach domieszek, powyżej 1019 cm-3, zaczyna być decydująca rekombinacja Augera. Rekombinacja Augera występuje równocześnie zarówno w rekombinacji bezpośredniej, jak i pośredniej. Energia wytracona w procesie zjawiska Augera zostaje przekazana elektronowi w paśmie przewodnictwa lub dziurze w paśmie walencyjnym. Nośniki te jednak tracą energię w wyniku oddziaływania z siecią krystaliczną, co towarzyszy generacji fononów.